# Alyssum doerfleri
Alyssum doerfleri är en korsblommig växtart som beskrevs av Árpád von Degen. Alyssum doerfleri ingår i släktet stenörter, och familjen korsblommiga växter. Inga underarter finns listade i Catalogue of Life.